# Harry Johnsson
Nils Harry Johnsson, född 1908, död 2004, var en svensk målare.
Johnsson arbetade som kontorist på restaurangkedjan Norma men tecknade och målade på kvällar och helger. Hans chefer uppmanade honom att göra illustrationer som på ett lättsamt sätt uppmanade personalen att spara på gas och vatten, eftersom det var krig och ransonering. Vid krigsslutet sa han upp sig från Norma och blev konstnär på heltid. Separat ställde han ut ett flertal gånger på Färg och Form i Stockholm. Han experimenterade  med att blanda sand och jord i färgen till sina tavlor. Han räknas till konstnärskolonin i Skånska Maglehem. Hans konst består av fönsterutsikter, strandbilder och blomsterstilleben. Johnsson är representerad vid Moderna museet med målningarna "Vad händer vid horisonten" och "Våra staket".
Han var gift med modisten Signe Vallin.